# Traducteurs sans frontières
Pour les articles homonymes, voir TSF.
Traducteurs sans frontières (TSF) (Translators Without Borders - TWB) est une association qui assure bénévolement les traductions des organisations humanitaires. Ces associations peuvent ainsi allouer le budget traduction ainsi économisé à leurs actions de soutien aux populations et communautés en détresse.

## Engagements humanitaires
Créé à l'origine en 1993 par la société spécialisée Lexcelera (Groupe Eurotexte) afin d'aider Médecins sans frontières, Traducteurs sans frontières a progressivement offert ses services à d'autres ONG et associations.
Aujourd'hui, ce travail bénévole apporte une aide considérable à des organisations telles que Médecins sans frontières, Médecins du monde, la Fédération internationale des droits de l'homme, Handicap International.
TSF travaille surtout avec Médecins sans frontières, AIDES et Amnesty International. Chaque année, les bénévoles de Traducteurs sans frontières traduisent environ 1 million de mots.